# Heinz Wegehaupt
Heinz Wegehaupt (* 1928 in Berlin) ist ein deutscher Bibliothekar. Er war zwischen 1961 und 1993 Leiter der Abteilung für Kinder- und Jugendliteratur in der Deutschen Staatsbibliothek in Ost-Berlin und tat sich mit einer Vielzahl an Veröffentlichungen zur Jugendliteratur hervor.

## Leben
Heinz Wegehaupt wurde im Jahr 1928 in Berlin geboren. Er studierte zwischen 1954 und 1959 an der inzwischen im Ostteil des geteilten Berlins gelegenen Humboldt-Universität Germanistik und Bibliothekswesen und nahm anschließend eine Arbeit an der Deutschen Staatsbibliothek auf. Im Jahr 1961 wurde Wegehaupt von Generaldirektor Horst Kunze mit der Leitung der Abteilung für Kinder- und Jugendliteratur betraut. Als seine Hauptaufgabe übernahm er die bibliographische Erfassung der Kinderbuchbestände der Staatsbibliothek. Daneben begann er wissenschaftliche Veröffentlichungen über das gesichtete Material zu lancieren. Mehrere der so entstandenen geschichtswissenschaftlichen Bücher entwickelten sich zu Standardwerken über die Entwicklung des Kinderbuchs.
Daneben kuratierte Wegehaupt auch eine Wanderausstellung über die Kinder- und Hausmärchen der Gebrüder Grimm, die ab 1963 in mehreren europäischen Städten gezeigt wurde. Vom Essener Autor Hubert Göbels erhielt Wegehaupt deshalb den Titel eines „Sachwalters bibliophiler Jugendliteratur“ zugeschrieben. Die Arbeiten Wegehaupts wurden über die Lager des Kalten Krieges hinweg hochgeschätzt. Er erhielt noch vor der Wende von der im bayerischen Volkach ansässigen Akademie für Kinder- und Jugendliteratur den Großen Preis für Kinder- und Jugendliteratur. Im Jahr 1993 trat Wegehaupt in den Ruhestand, die Vollendung der Bibliographie der Kinderbücher zog sich noch bis ins Jahr 2003 hin.

## Werke (Auswahl)
- mit Bruno Kaiser: Schöne Kinderbücher aus der DDR. Kinderbuch-Verlag, Ost-Berlin 1965.
- mit Winfried Löschburg, Leonhard Penzold: Die Deutsche Staatsbibliothek und ihre Kostbarkeiten. Böhlau, Weimar 1966.
- Theoretische Literatur zum Kinder- und Jugendbuch. Bibliographischer Nachweis von den Anfängen im 18. Jahrhundert bis zur Gegenwart nach den Beständen der Deutschen Staatsbibliothek, Berlin. Theoretical supplementary literature to children’s and young people’s books. Zentralantiquariat der Deutschen Demokratischen Republik, Leipzig 1972.
- Vorstufen und Vorläufer der deutschen Kinder- und Jugendliteratur bis in die Mitte des 18. Jahrhunderts (= Studien zur Geschichte der deutschen Kinder- und Jugendliteratur, Bd. 1). Kinderbuch-Verlag, Ost-Berlin 1977.
- mit Edith Fichtner: Alte deutsche Kinderbücher. Bibliographie 4 Bände. Zugleich Bestandsverzeichnis der Kinder- und Jugendbuchabteilung der Deutschen Staatsbibliothek zu Berlin. Hauswedell, Hamburg 1979–2003.
- Die Märchen der Brüder Grimm. Eine Ausstellung der Deutschen Staatsbibliothek Berlin/DDR in der Bayerischen Staatsbibliothek München. Internationale Jugendbibliothek, München 1984.
- mit Horst Kunze: Spiegel proletarischer Kinder- und Jugendliteratur. 1870–1985. Kinderbuch-Verlag, Ost-Berlin 1985.
- Hundert Illustrationen aus zwei Jahrhunderten zu Märchen der Brüder Grimm. Dausien, Hanau 1985, ISBN 3-7684-3587-3.
- Bibliographie theoretischer Arbeiten zur Kinder- und Jugendliteratur. 1992 und 1993 in deutscher Sprache erschienene Veröffentlichungen (= Schriftenreihe der Deutschen Akademie für Kinder- und Jugendliteratur Volkach e. V. Bd. 16). Königshausen und Neumann, Würzburg 1995, ISBN 3-8260-1073-6.

## Preise und Auszeichnungen
- 1989: Großer Preis der Deutschen Akademie für Kinder- und Jugendliteratur e. V. Volkach